# Richard Olney
Richard Olney (ur. 15 września 1835 w Oxfordzie, zm. 8 kwietnia 1917 w Bostonie) – amerykański polityk.

## Życiorys
Urodził się 15 września 1835 w Oxfordzie. Ukończył studia na Uniwersytecie Browna w 1856 roku, a dwa lata później Harvard Law School. Po studiach otworzył prywatną praktykę prawniczą i zaangażował się w działalność Partii Demokratycznej. W pierwszej połowie lat 70. XIX wieku zasiadał w legislaturze stanowej Massachusetts. W 1893 roku prezydent Grover Cleveland mianował go na stanowisko prokuratora generalnego, które zajmował przez dwa lata. W czasie strajku kolejarzy w Pullman Company w 1894 roku, Olney uzyskał nakaz sądowy nakazujący powstrzymanie strajkujących od aktów przemocy, ustanawiając w ten sposób nowy precedens. Wysłał także oddziały wojskowe, by spacyfikowały strajk i zatrzymały protestujących, w tym Eugene’a Debsa. Rok później, Sąd Najwyższy podtrzymał jego decyzję. W wyniku śmierci Waltera Greshama Cleveland zaproponował Olneyowi stanowisko sekretarza stanu. Po objęciu urzędu stanął przed problemem rozwiązania sporu pomiędzy Wenezuelą a Wielką Brytanią dotyczącego Gujany. Olney wystosował agresywną notatkę, domagając się, aby Brytyjczycy, zgodnie z doktryną Monroego, rozstrzygnęli spór unikając wojny i zapewniając suwerenność Stanów Zjednoczonych na zachodniej półkuli. Po zakończeniu urzędowania w gabinecie federalnym, powrócił do praktykowania prawa. Zmarł 8 kwietnia 1917 roku w Bostonie.